# スヴィチュコヴァー

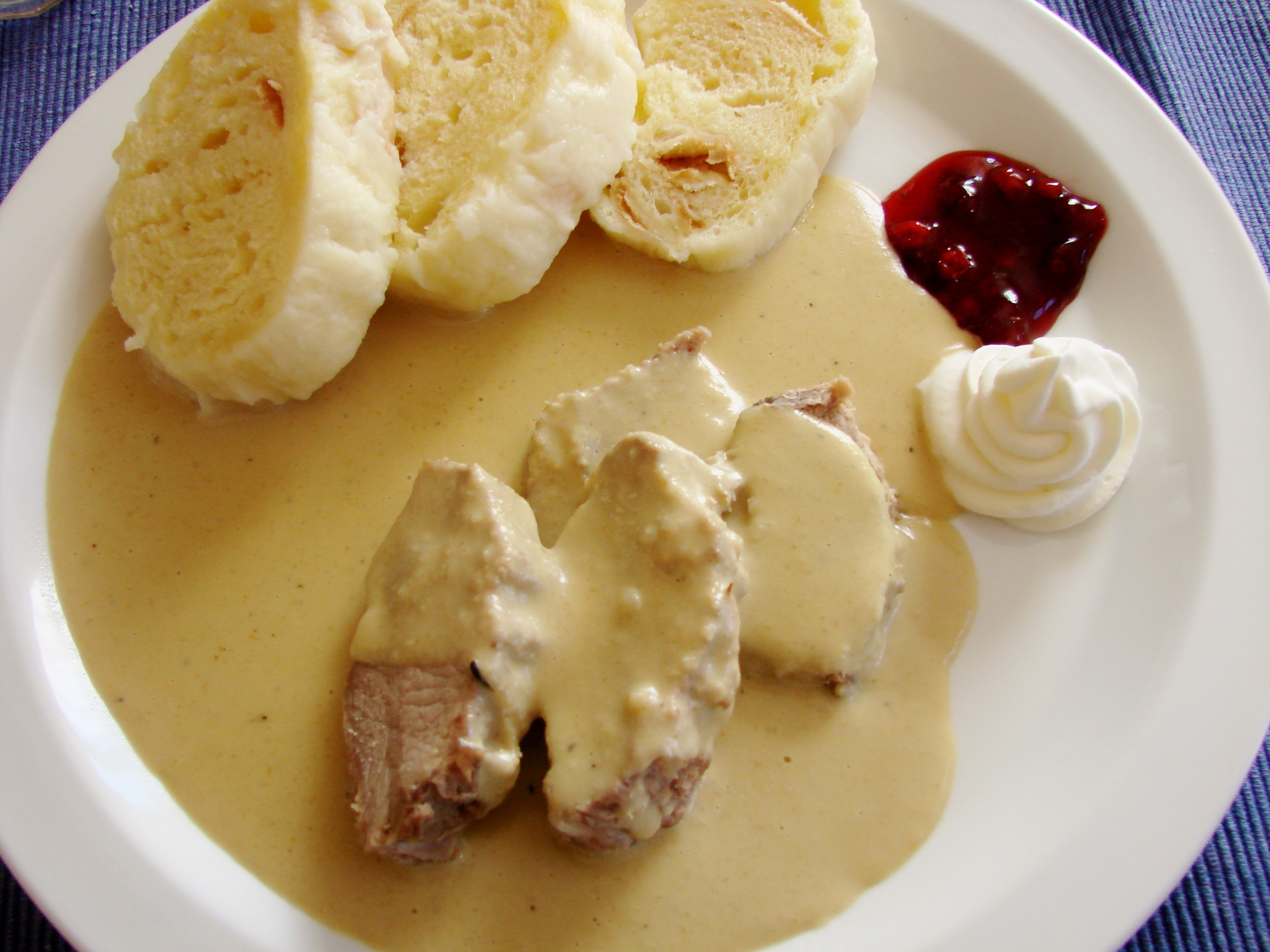
スヴィチェコヴァ・ナ・スメタナ団子、ホイップクリームとクランベリーが添えてある

スヴィチュコヴァー（Svíčková、バイエルン・オーストリア語: Lungenbraten, ドイツ語: Lendenbraten） あるいは、スヴィチュコヴァー・ソース（Svíčková omáčka）、はチェコの料理に使うソース。
スヴィチュコヴァーは根菜とクリームで作られている。いろいろな料理法のバリエーションを見つけることができる。普通、クネーデル、牛肉、レモン、クランベリージャム、ホイップクリームと一緒に盛られている。